# 山下与志一
山下 与志一（やました よしいち、1916年〈大正5年〉8月27日 - 1991年〈平成3年〉12月3日）は、日本の脚本家。本名は山下 義一。
台湾・台中の出身。早稲田大学文学部英文科（昭和15年）卒。文学座演出部員や東宝脚本部員を経て、シナリオライターとなった。日本放送作家組合の幹事も務めた。

## 主な脚本

### テレビドラマ
- NHK連続テレビ小説
  - 第1作 娘と私 （1961年、原作：獅子文六）
  - 第2作 あしたの風 （1962年、原作：壺井栄）
  - 第3作 あかつき （1963年、原作：武者小路実篤）
- 泣き笑いさくらんぼ劇団 （1960年、KRテレビ「タケダアワー」）
- うちの奥さん 隣のママさん （1961年、よみうりテレビ）

### 映画
- 東京五人男 （1945年、東宝）
- 青空天使 （1950年、東京映画配給）